# Architettura neobarocca

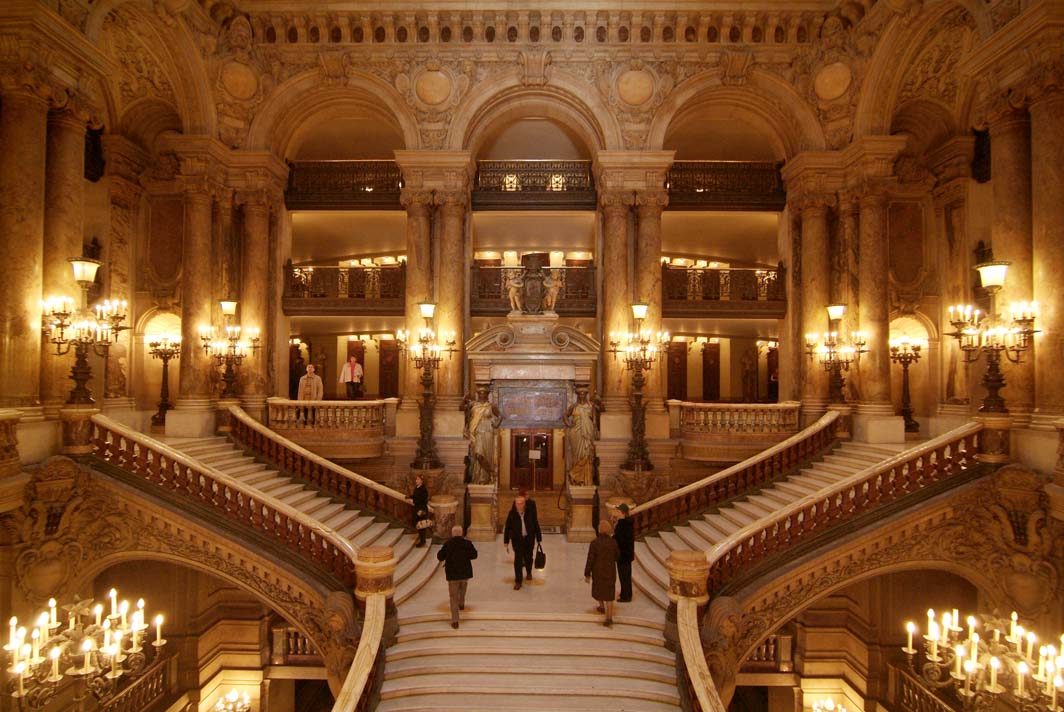
Opéra Garnier, Parigi

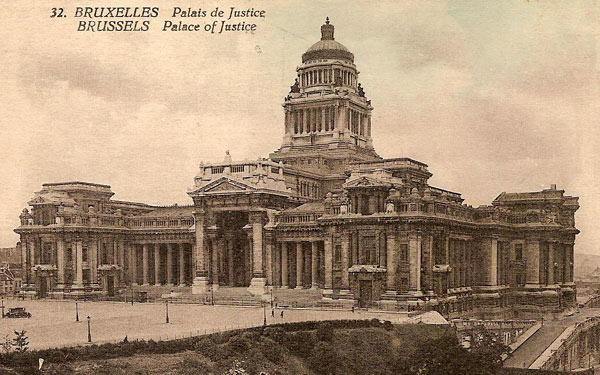
Palazzo di Giustizia, Bruxelles

L'architettura neobarocca è una corrente che si sviluppò a partire dalla seconda metà del XIX secolo, parallelamente a quella neorinascimentale, riprendendo alcune caratteristiche dell'architettura barocca.

## Caratteristiche e opere paradigmatiche
Il Neobarocco non portò ad un pieno recupero, in senso revivalistico, del linguaggio di artisti come Gian Lorenzo Bernini, Francesco Borromini e Guarino Guarini. Ciò è evidente nel Teatro dell'Opera di Parigi, ritenuto la massima espressione di questa corrente.
Fu progettato da Charles Garnier e realizzato tra il 1861 ed il 1875 nell'ottica del vasto piano urbanistico gestito dal barone Haussmann sotto l'impero di Napoleone III. Il teatro, pur rifacendosi al Rinascimento italiano, presenta un interno sfarzoso, fortemente articolato in senso plastico (soprattutto nel foyer principale), tanto da far emergere una complessa volumetria anche nel profilo esterno.
Di conseguenza, definire neobarocco il teatro parigino è corretto solo se l'aggettivo viene inteso nel senso di sbalorditivo, grandioso e ridondante, mentre è improprio se questo implica la ricerca di elementi tipicamente barocchi.
Un altro esempio significativo è il Palazzo di Giustizia di Bruxelles, costruito su disegno di Joseph Poelaert a partire dal 1866 e descritto dalla critica come "la più pomposa e sovraccarica opera neobarocca dell'Ottocento".
Da segnalare sono anche il Teatro dell'Opera di Dresda (1878, con influenze neorinascimentali), il Bode-Museum di Berlino (completato nel 1904), l'Ashton Memorial a Lancaster (1907-1909) ed il Palazzo di Christiansborg a Copenaghen (prima metà del XX secolo).
In Italia, dove lo stile rientra in quello umbertino, è doveroso ricordare il Palazzo di Giustizia di Roma (attuale sede della Corte Suprema di Cassazione), progettato da Guglielmo Calderini intorno al 1884, nel quale confluiscono alcune reminiscenze dell'Opéra di Garnier. Altro esempio è la sede dell'Università Federico II di Napoli, di Pierpaolo Quaglia e Guglielmo Melisurgo (1897-1908).

## Galleria d'immagini

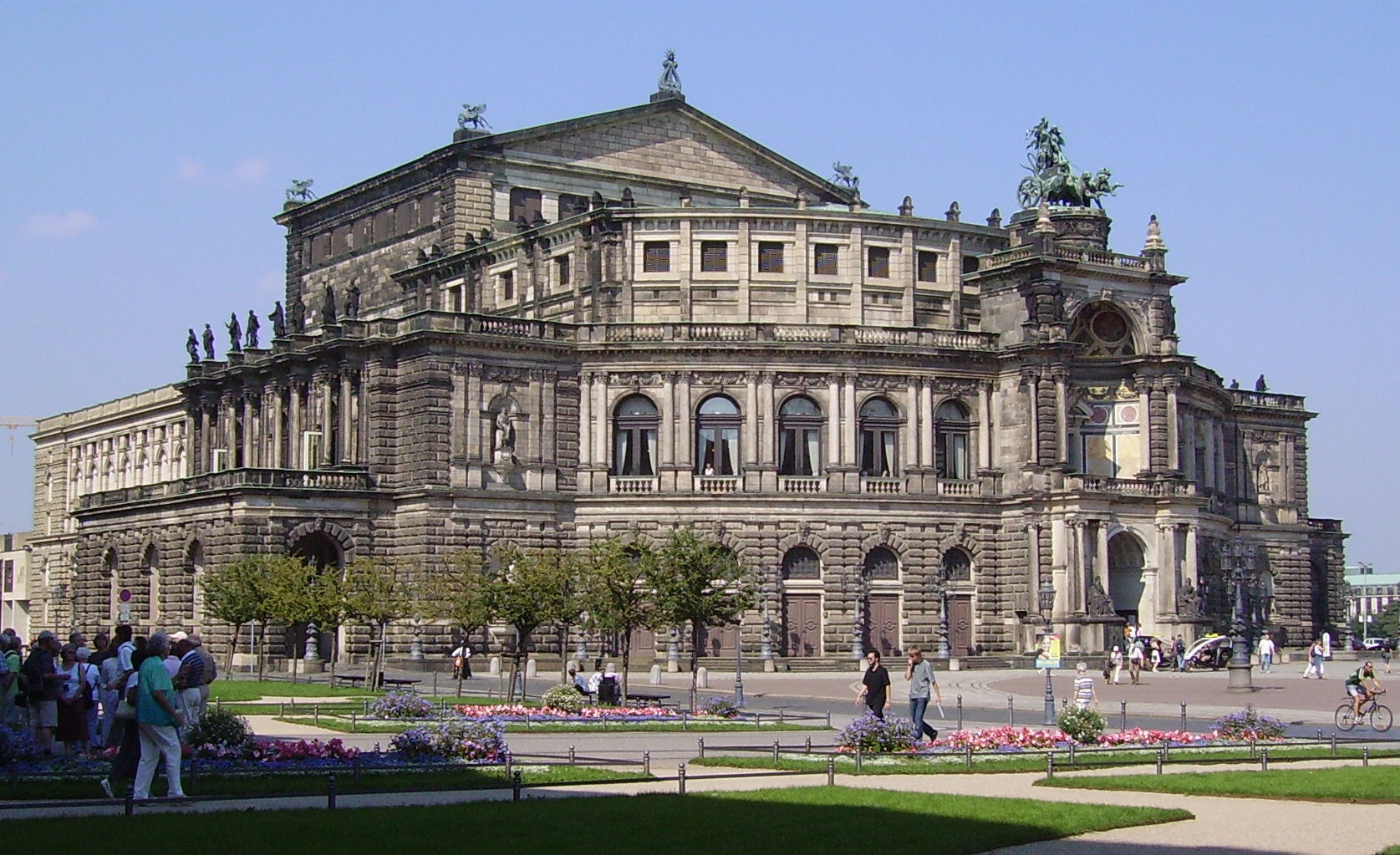
Teatro dell'Opera, Dresda
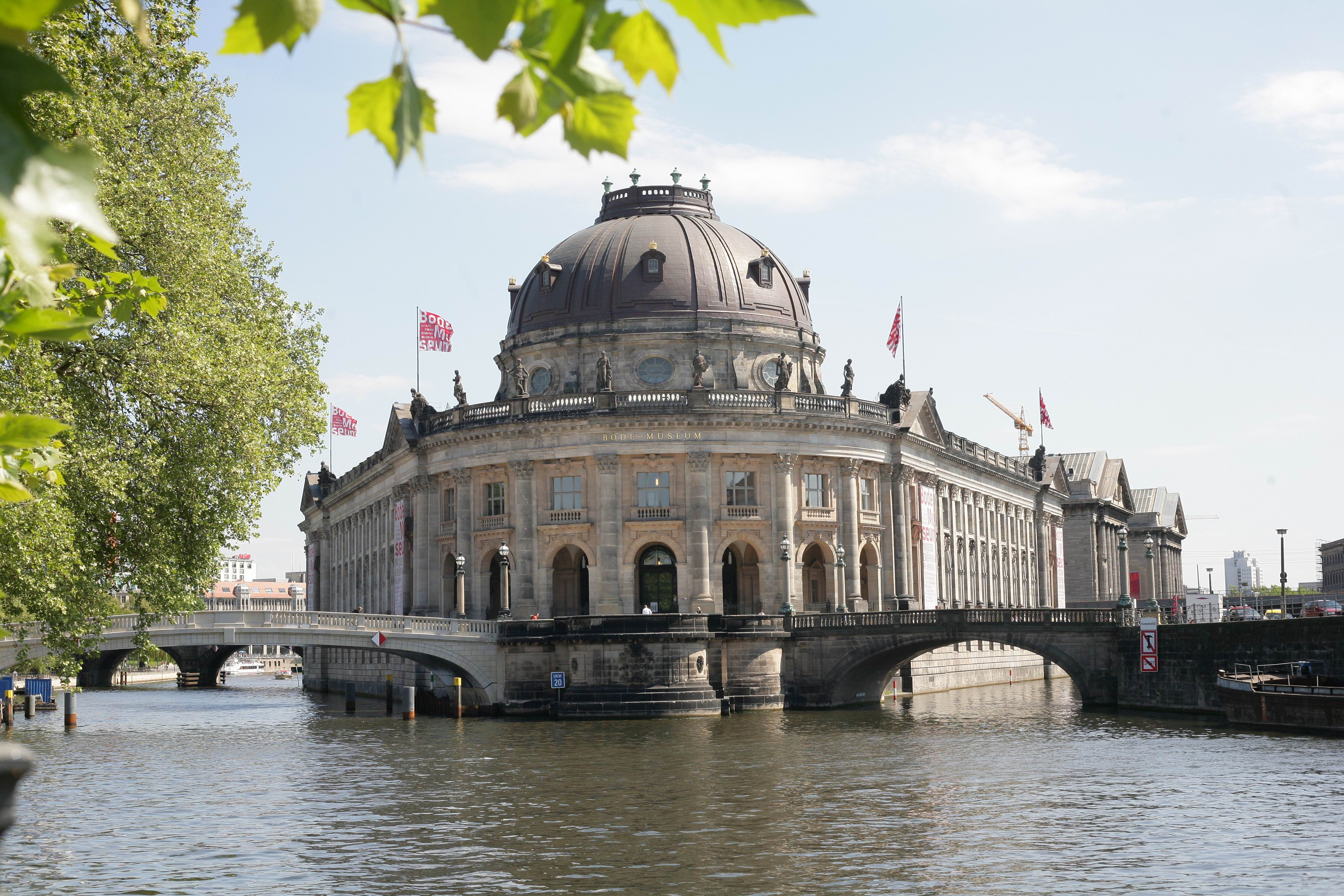
Bode-Museum, Berlino
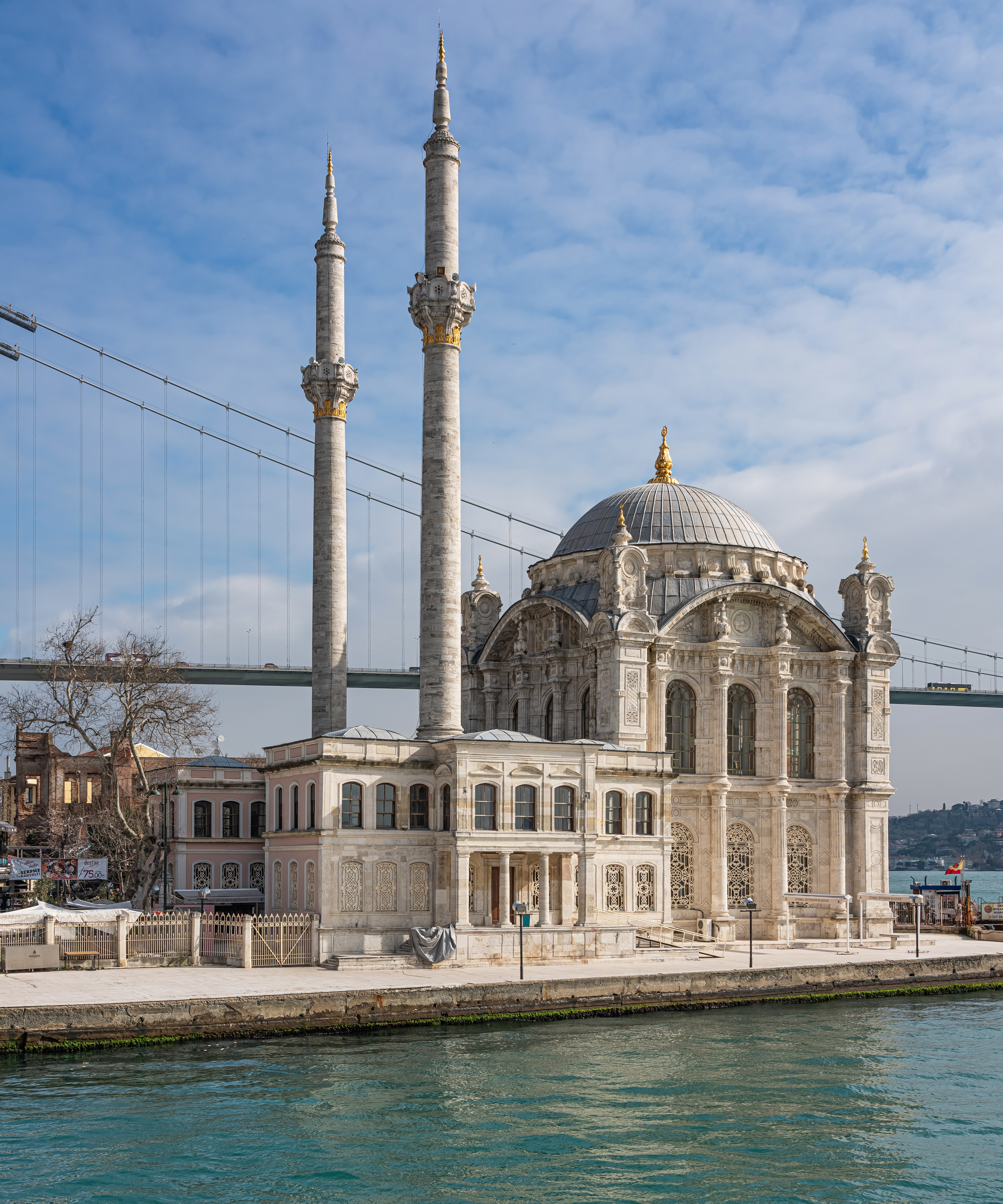
Moschea di Ortaköy, Istanbul
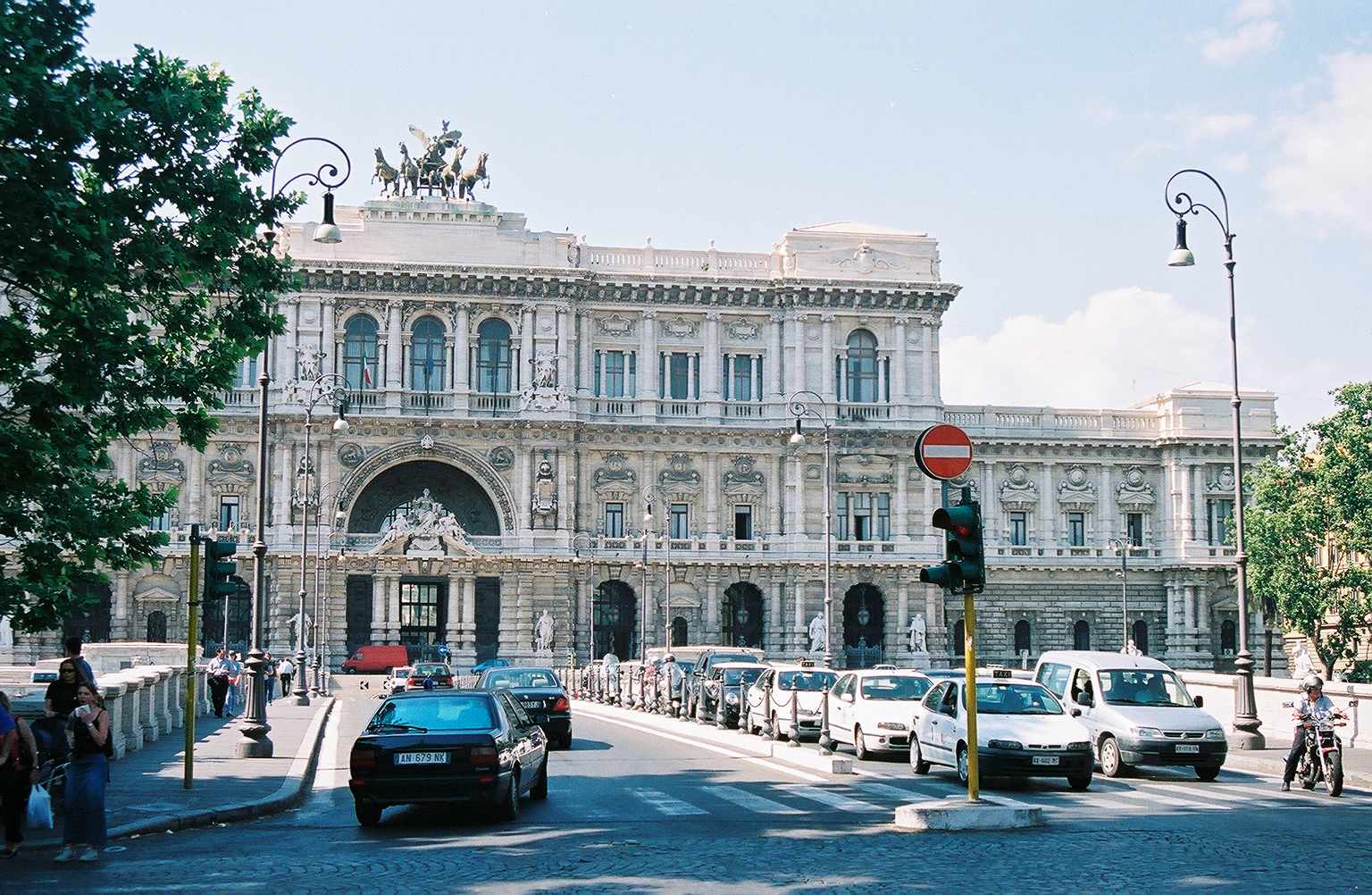
Palazzo di Giustizia, Roma
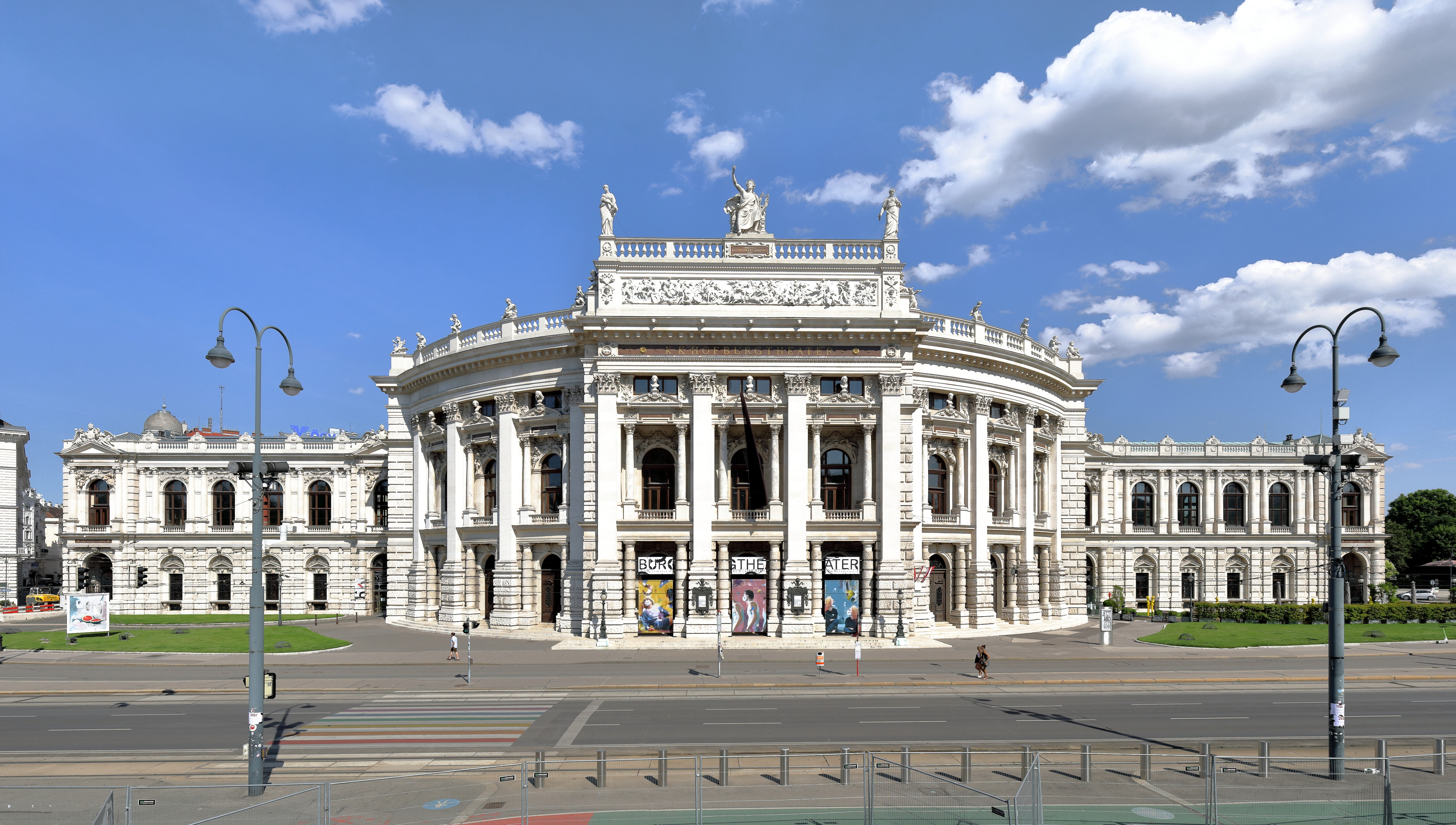
Burgtheater, Vienna
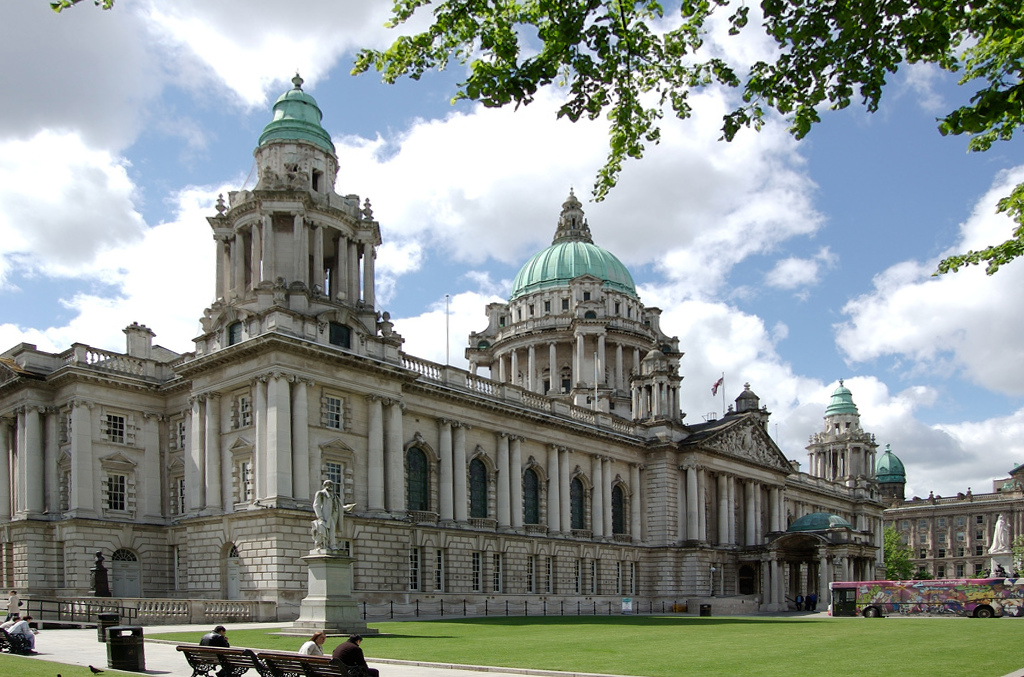
Municipio di Belfast
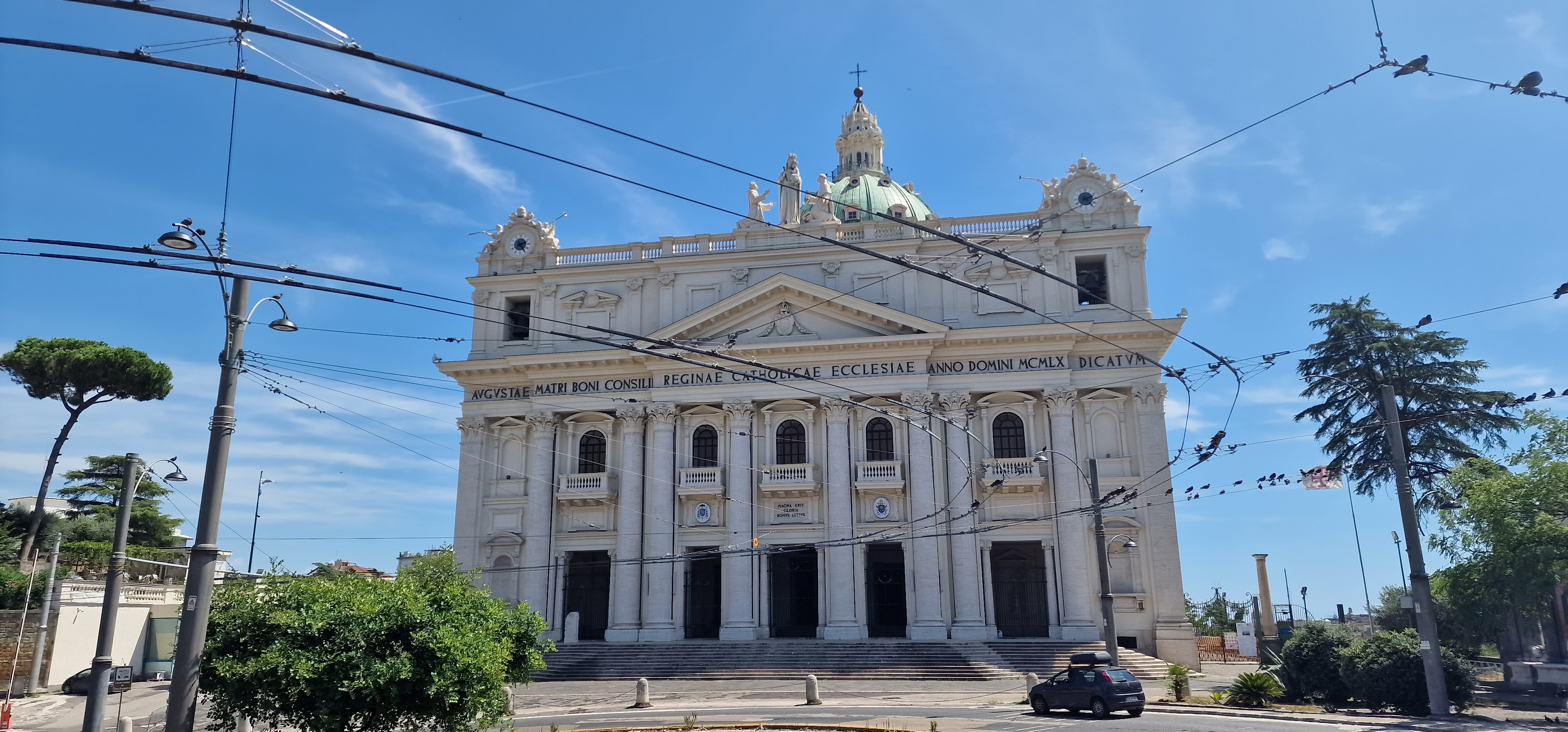
Basilica dell'Incoronata Madre del Buon Consiglio, Napoli
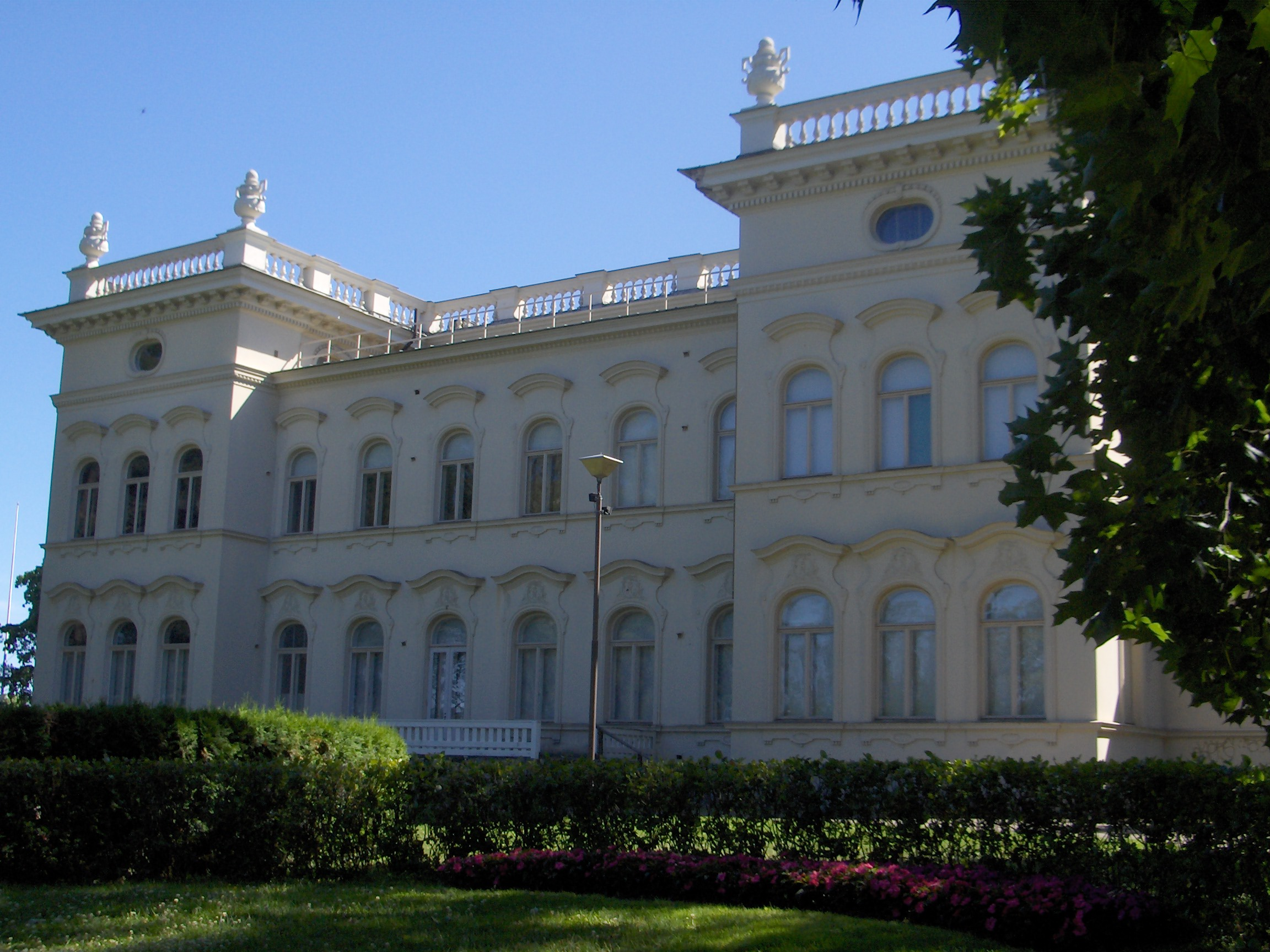
Palazzo Milavida, Tampere
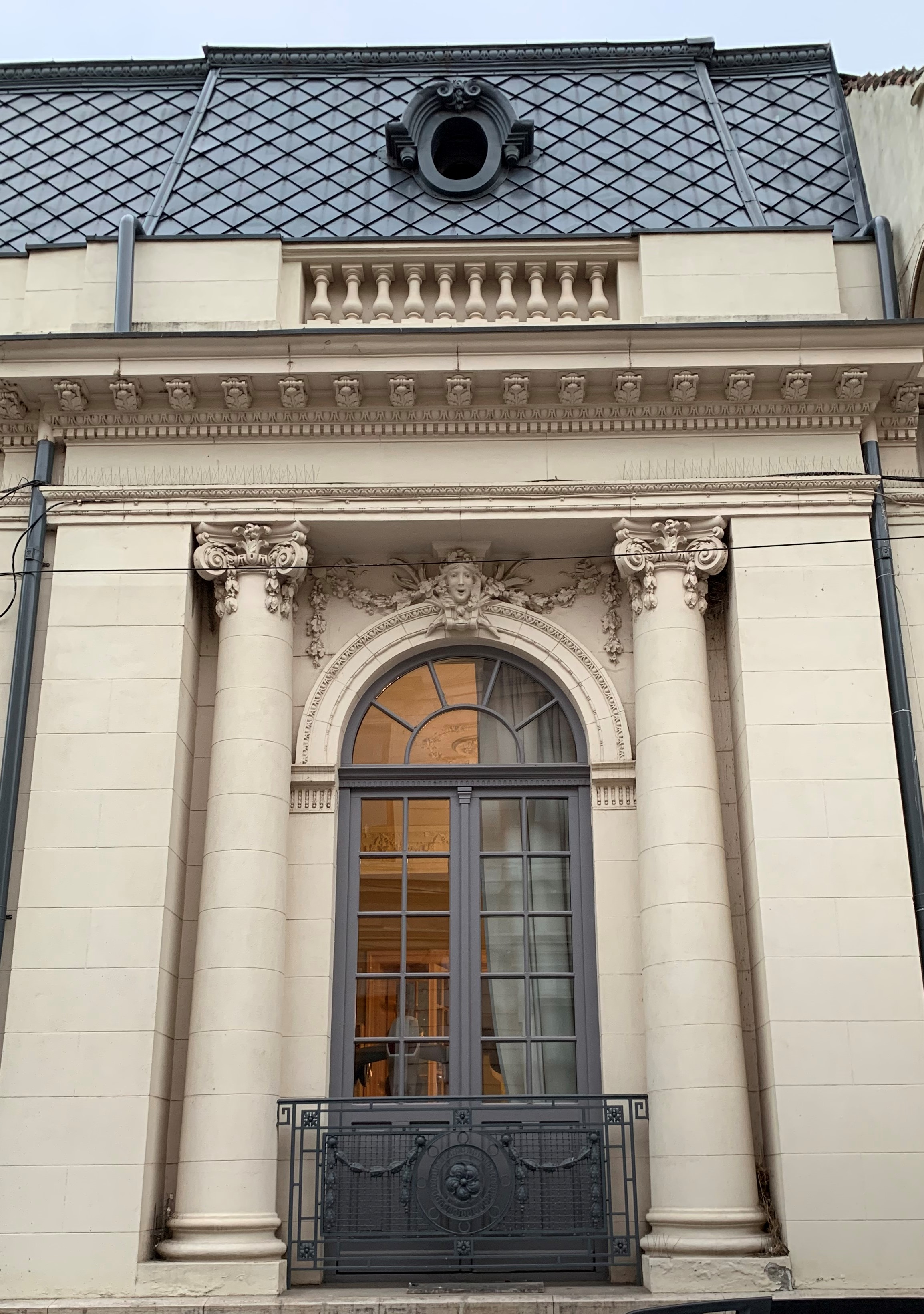
Finestra di una piccola villa, Bucarest
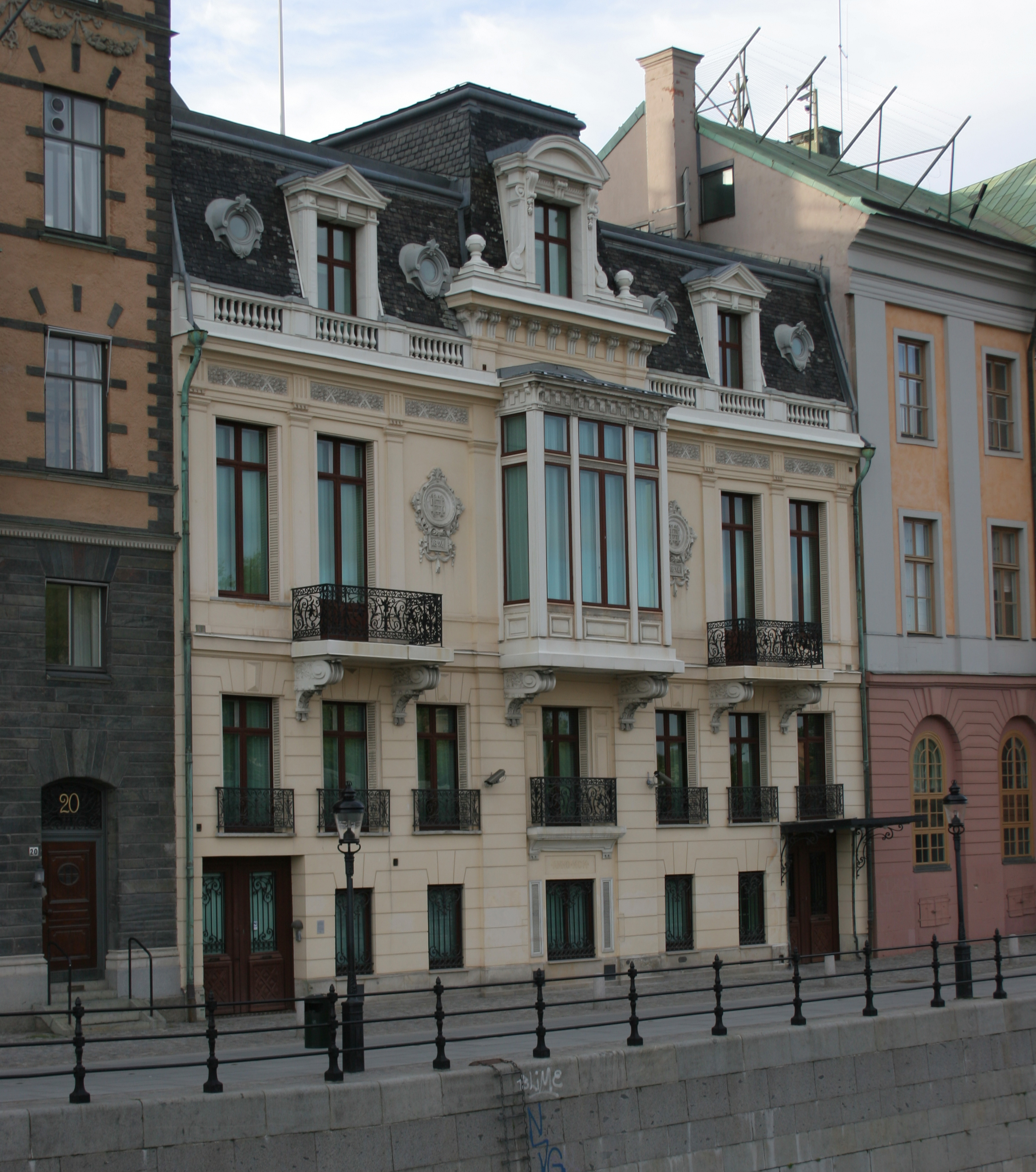
Casa Sager, Stoccolma